# Matteo Bernardi
Matteo Bernardi (Pieve di Cadore, 11 gennaio 1991) è un giocatore di curling italiano di Cortina d'Ampezzo, atleta del Curling Club Tofane.

## Carriera agonistica

### Nazionale
Il suo esordio con la nazionale italiana junior di curling è stato il challeng europeo junior (european junior challenge) nel 2009 a Copenaghen, in Danimarca. In quell'occasione l'Italia si qualifica all'ottavo posto, escludendosi così la possibilità di disputare i campionati mondiali junior di curling.
In totale Matteo vanta 5 presenze in azzurro.
CAMPIONATI
Nazionale junior:
- Challege europeo junior
  - 2009 Copenaghen ( Danimarca) 8° (18° ranking mondiale)

## Campionati italiani
Matteo inizia la sua carriera sportiva con il Curling Club 66 Cortina, società con cui ha vinto tre campionati italiani nelle categorie inferiori, (ragazzi ed esordienti). Nella stagione 2010/2011 passa al Curling Club Dolomiti e la stagione successiva passa al Curling Club Tofane. Matteo è stato una volta campione d'Italia categoria junior.
- Campionato italiano junior:
  - 2010  con Elia De Pol, Guido Fassina, Marc Zardini e Marco Colle (CC 66 Cortina)
  - 2011  con Alberto Alverà, Timothy Hepp, Elia De Pol e Guido Fassina (CC Dolomiti)